# .eus
Pour les articles homonymes, voir eus.
.eus est l'extension proposée pour un domaine de premier niveau sur Internet afin de promouvoir  la langue et la culture basque.

## L'association
L'association PuntuEus a été fondée le 2 avril 2008 en vue d'obtenir la création de cette extension .eus et de la promouvoir. L'association est aujourd'hui la seule représentante de la Communauté de la Langue et de la Culture Basque (CLCB).
La pétition en ligne a déjà recueilli quelques milliers de signatures et une trentaine de membres ont rejoint l'association.
En 2012, l'association devient une fondation, afin de présenter le projet auprès de l'ICANN.
Le 14 juin 2013 l'ICANN annonce que l'extension .eus a passé l'évaluation initiale,,.

## Statistiques d'usage
En janvier 2025, environ 15 500 domaines utilisent l'extension .eus.